# 국물 있사옵니다 (희곡)
《국물 있사옵니다》는 이근삼(李根三)의 작품이다. 1966년 '민중극장' 공연. 양광남(梁廣南) 연출.  이근삼 특유의 위트를 살려 현실적 가치질서를 전도시켜 현대 한국 사회가 지니고 있는 허점을 풍자한 소극(笑劇)이다. 작자는 이 극에서 독특한 화술(話術)과 간략한 무대장치의 교묘한 활용 및 주인공의 다각적 이용(해설자, 사건의 주도자, 도구 운반자 등)으로 빠른 템포를 유지, 세태 풍자극이 빠지기 쉬운 매너리즘에서 구출해 주고 있다.  주인공 김상범은 평범한 사회인으로서 정직하고 상식적으로 살아오는 동안 늘 실패와 손해만 보아왔다. 그러다 우연히 휴지 한 장이 계기가 되어 사장의 눈에 들게 되자, 세상에는 출세(出世)의 지름길이 있음을 깨닫고 과감히 행동을 개시한다. 먼저 상사인 경리과장이 회사돈을 유용한다고 모함하여 성공, 그 자리를 차지하고, 사장의 며느리이며 비서인 성아미와 박전무와의 스캔들을 이용, 임신중인 그녀와 결혼한다. 암흑가의 건달과 타협, 그에게 강도질을 하게 하고 뒤에서 총을 쏘아 회사에 큰 공로를 세운다. 드디어 그는 상무가 되고 사장까지 바라볼 수 있게 된다. 그러나 그는 행복하지 못하다. 대학교수를 집어치우고 초등학교 교사가 된 형과 밤잠도 거의 자지 않고 공부해서 입사시험에 합격한 동생은 오히려 행복하고 만족스러운데……왜 그럴까?  작자는 김상범의 어처구니 없는 희극 속에서(작가는 그것이 현실이라고 주장한다) 현대인의 비애(悲哀)를 보여주고 싶어했던 것이다.